# Down Home (альбом Сема Джонса)
Down Home — студійний альбом американського джазового контрабасиста і віолончеліста Сема Джонса, випущений у 1961 році лейблом Riverside.

## Опис
Контрабасист Сем Джонс, який найбільше відомий як сайдмен (особливо як учасник квінтету Кеннонболла Еддерлі), у 1960—62 роках записав три альбоми на лейблі Riverside як соліст. Цей альбом став третім, на якому Джонс грає на контрабасі та віолончелі на декількох композиціях. Чотири треки («Strollin'» Гораса Сільвера та «Unit 7») записані у складі зіркового нонету/тентету, тоді як на чотирьох інших Джонс грає на віолончелі у квінтеті з Лесом Спенном або Френком Строзьє на флейті, Ізраелом Кросбі або Роном Картером на контрабасі. 
Свій наступний альбом як соліст Джонс запише лише через 12 років.

## Список композицій
1. «Unit 7» (Сем Джонс) — 4:49
2. «Come Rain or Come Shine» (Гарольд Арлен, Джонні Мерсер) — 4:05
3. «Round Midnight» (Телоніус Монк) — 5:31
4. «O.P.» (Сем Джонс) — 5:07
5. «Thumbstring» (Рей Браун) — 4:31
6. «Down Home» (Сем Джонс) — 4:08
7. «Strollin'» (Горас Сільвер) — 4:12
8. «Falling in Love With Love» (Лоренц Гарт, Річард Роджерс) — 7:03

## Учасники запису
- Сем Джонс — контрабас (1, 5), віолончель (2—4, 6—8)
- Лес Спенн — флейта (3, 4, 8)
- Снукі Янг (1, 5), Блу Мітчелл (1, 2, 5, 7), Кларк Террі (2, 7) — труба
- Джиммі Клівленд — тромбон (1, 2, 5, 7)
- Френк Строзьє — флейта (6), альт-саксофон (1, 2, 5, 7)
- Джиммі Гіт — тенор-саксофон (1, 2, 5, 7)
- Пет Патрік — баритон-саксофон, флейта (1, 2, 5, 7)
- Вінтон Келлі (2, 7), Джо Завінул (1, 3—6, 8) — фортепіано
- Рон Картер (2, 6, 7), Ізраел Кросбі (3, 4, 8) — контрабас
- Вернел Фурньє (3, 4, 8), Бен Райлі (1, 2, 5—7) — ударні
- Ерні Вілкінс — аранжування, диригування

Технічний персонал
- Джуліан Еддерлі, Оррін Кіпньюз — продюсер
- Ед Пауелл, Рей Фаулер — інженер
- Кен Дердофф — дизайн (обкладинка)
- Стів Шапіро — фотографія
- Айра Гітлер — текст